# African Roots (album Michaela Rose’a)
African Roots – szesnasty album studyjny Michaela Rose’a, jamajskiego wykonawcy muzyki reggae.
Płyta została wydana w roku 2005 przez holenderską wytwórnię M Records. Nagrania zostały zarejestrowane w studiach Steven Stanley w Kingston, Twilight w Nijmegen oraz Incredible Music i Eccentric Directions w Londynie. Ich produkcją zajął się Ryan Moore.

## Lista utworów
1. "African People"
2. "Babylon Bow"
3. "Stepping Out Of Babylon"
4. "No Burial"
5. "Wan Fi Go"
6. "Wicked Run"
7. "Glitter"
8. "Better Mus' Come"
9. "Days Of History"
10. "No Burial (Manasseh Remix)"

## Muzycy
- Earl "Chinna" Smith – gitara
- Ryan Moore – gitara basowa, perkusja
- Noel "Skully" Simms – perkusja
- Lincoln "Style" Scott – perkusja
- Norman Grant – perkusja
- Bobby Ellis – trąbka
- Dean Fraser – saksofon
- Karl "Cannonball" Bryan – saksofon
- Vin "Don Drummond Jr." Gordon – puzon
- Franklyn "Bubbler" Waul – instrumenty klawiszowe
- Steven Stanley – instrumenty klawiszowe
- Eustace "Thriller U" Hamilton – chórki
- Michael "Lukie D" Kennedy – chórki
- Leba Hibbert – chórki